# کانال مقعدی-راست‌روده
کانال مقعدی-راست‌روده یا کانال آنورکتال (به انگلیسی: Anorectal canal) یک ساختار رویانی در انسان است که از بخش پشتی کلوآک، پس از تقسیم آن توسط سپتوم ادراری در هفته ششم رشد رویانی، ایجاد می‌شود. بخش جلویی تبدیل به سینوس ادراری تناسلی می‌شود. کانال مقعدی-راست‌روده به سوی راست‌روده و کانال مقعدی گسترش می‌یابد.